# Campionatul Mondial de Gimnastică Artistică din 2011
Campionatul Mondial de Gimnastică Artistică din 2011 s-a desfășurat în perioada 7–16 octombrie 2011 la Tokyo în Japonia.

## Medaliați
| Probă             | Aur | Argint | Bronz |
| Masculin          | | | |
| Echipe            | China Zou Kai Teng Haibin Chen Yibing Zhang Chenglong Feng Zhe Yan Mingyong                                      | Japonia Kōhei Uchimura Kazuhito Tanaka Kenya Kobayashi Koji Yamamuro Makoto Okiguchi Yusuke Tanaka         | Statele Unite ale Americii Jacob Dalton Jonathan Horton Danell Leyva Steven Legendre Alexander Naddour John Orozco |
| Individual compus | Kōhei Uchimura (JPN)                                                                                             | Philipp Boy (GER)                                                                                          | Koji Yamamuro (JPN)                                                                                                |
| Sol               | Kōhei Uchimura (JPN)                                                                                             | Zou Kai (CHN)                                                                                              | Diego Hypólito (BRA) · Alexander Shatilov (ISR)                                                                    |
| Cal cu mânere     | Krisztián Berki (HUN)                                                                                            | Cyril Tommasone (FRA)                                                                                      | Louis Smith (GBR)                                                                                                  |
| Inele             | Chen Yibing (CHN)                                                                                                | Arthur Zanetti (BRA)                                                                                       | Koji Yamamuro (JPN)                                                                                                |
| Sărituri          | Yang Hak-Seon (KOR)                                                                                              | Anton Golotsutskov (RUS)                                                                                   | Makoto Okiguchi (JPN)                                                                                              |
| Paralele          | Danell Leyva (USA)                                                                                               | Vasileios Tsolakidis (GRE) · Zhang Chenglong (CHN)                                                         | N/A |
| Bară fixă         | Zou Kai (CHN) | Zhang Chenglong (CHN)                                                                                      | Kōhei Uchimura (JPN)                                                                                               |
| Feminin           | | | |
| Echipe            | Statele Unite ale Americii Sabrina Vega Jordyn Wieber McKayla Maroney Aly Raisman Gabby Douglas Alicia Sacramone | Rusia Ksenia Afanasyeva Viktoria Komova Anna Dementyeva Yulia Belokobylskaya Tatiana Nabieva Yulia Inshina | China Huang Qiushuang Yao Jinnan Tan Sixin Sui Lu Jiang Yuyuan He Kexin                                            |
| Individual compus | Jordyn Wieber (USA)                                                                                              | Viktoria Komova (RUS)                                                                                      | Yao Jinnan (CHN)                                                                                                   |
| Sărituri          | McKayla Maroney (USA)                                                                                            | Oksana Chusovitina (GER)                                                                                   | Phan Thị Hà Thanh (VIE)                                                                                            |
| Paralele inegale  | Viktoria Komova (RUS)                                                                                            | Tatiana Nabieva (RUS)                                                                                      | Huang Qiushuang (CHN)                                                                                              |
| Bârnă             | Sui Lu (CHN) | Yao Jinnan (CHN)                                                                                           | Jordyn Wieber (USA)                                                                                                |
| Sol               | Ksenia Afanasyeva (RUS)                                                                                          | Sui Lu (CHN)                                                                                               | Aly Raisman (USA)                                                                                                  |

## Clasament pe medalii
| Loc   | Țară           | Aur | Argint | Bronz | Total |
| ----- | -------------- | --- | ------ | ----- | ----- |
| 1     | China          | 4   | 5      | 3     | 12    |
| 2     | Statele Unite  | 4   | 0      | 3     | 7     |
| 3     | Rusia          | 2   | 4      | 0     | 6     |
| 4     | Japonia        | 2   | 1      | 4     | 7     |
| 5     | Ungaria        | 1   | 0      | 0     | 1     |
| 5     | Coreea de Sud  | 1   | 0      | 0     | 1     |
| 7     | Germania       | 0   | 2      | 0     | 2     |
| 8     | Brazilia       | 0   | 1      | 1     | 2     |
| 9     | Franța         | 0   | 1      | 0     | 1     |
| 9     | Grecia         | 0   | 1      | 0     | 1     |
| 10    | Marea Britanie | 0   | 0      | 1     | 1     |
| 10    | Israel         | 0   | 0      | 1     | 1     |
| 10    | Vietnam        | 0   | 0      | 1     | 1     |
| TOTAL | TOTAL          | 14  | 15     | 14    | 43    |

## Legături externe
- en  www.2011tokyo.com, site-ul oficial